# Josef Knab
Josef Knab (* 5. Dezember 1894; † 16. April 1945 in Düsseldorf) war ein deutscher Ingenieur und Kaufmann und ein Widerstandskämpfer gegen das NS-Regime.

## Widerstand in Düsseldorf
Josef Knab hat sich an dem 16. April 1945 an der Aktion Rheinland zu dem Zweck, die Stadt Düsseldorf kampflos an die US-amerikanischen Streitkräfte zu übergeben, beteiligt. Doch er ist festgenommen, von einem Schnellgericht zu der Todesstrafe verurteilt und wenige Stunden vor der Befreiung Düsseldorfs hingerichtet worden.

## Ehrungen
Josef Knab hat ein Ehrengrab auf dem Düsseldorfer Nordfriedhof. Es liegt auf dem Feld 70 und hat die Nummer 141.
Nach ihm ist die Josef-Knab-Straße in Düsseldorf-Golzheim benannt worden.
In dem Jahr 1999 ist durch ein Gesetz das Todesurteil aufgehoben worden.